# Achas
Achas (hebreiska: אָחָז, ʼAḥaz [aˈħaz]; en förkortning av Jehoachas II) var kung i Juda rike under 16 år cirka 743 f.Kr.–727 f.Kr. Han efterträdde sin far Jotam vid en kritisk punkt i rikets historia, då det hotades av det syrisk-efraimitiska kriget. Det verkar ha funnits en annan tronpretendent, Tabals son, en kandidat som fick stöd av kung Resin av Aram-Damaskus. Ahas var bara 20 år gammal då han blev kung.
Herren var dock inte nöjd med Achas, eftersom han följde i de israeliska kungarnas spår och inte kung Davids. Bland de orätter Achas gjorde var att offra sin son på bål. Av den anledningen attackerades han av Pekachs arméer, men de lyckades inte besegra honom, bland annat för att han fick hjälp av kungen av Assyrien, Tiglat Pileser, men Juda förlorade dock Elat till Edom. Sedan Achas besökt kungen i Damaskus, och denne fördrivit Pekach, lät han uppföra assyriska altare i Jerusalem där han lät prästen Uria offra till avgudar i stället för att tjäna Herren. Sedan Achas dött begravdes han inne i Jerusalem, inte bland de israeliska kungarna. Achas efterträddes av sin son, Hiskia.
Berättelsen om Achas i Jesaja 7:10 ff brukar anföras av kristna som en förebådelse om Jesu födelse. Sedan Achas avfallit från Herren blev han varnad att hans rike inte skulle bestå om han inte höll sig till Gud. Herren erbjöd sig att ge Achas ett tecken, men Achas avböjde för han ville inte sätta Herren på prov. Jesaja tog då till orda och sade att på grund av Achas misstro skulle Herren själv ge honom ett tecken. Den unga kvinnan skulle bli havande och föda en son som hon skulle kalla Immanu El, 'Gud med oss'. Denne son skulle leva av grädde och honung när han lärt sig välja det goda, men innan han förkastat det onda skulle Juda och Israel lämnas öde, och Herren utsätta dess folk för svåra tider. Jesaja fortsätter med profetian om fredsfursten, och sedan Achas dött, 14:28, fortsatte profetiorna om många folks undergång.